# ديريك جونز (لاعب كرة قدم أمريكية أمريكي)
ديريك جونز (بالإنجليزية: Derrick Jones)‏ هو لاعب كرة قدم أمريكية أمريكي، ولد في 4 ديسمبر 1994 في يوبورا في الولايات المتحدة.

## وصلات خارجية
- ديريك جونز على موقع مرجع كرة القدم المحترفة.كوم (الإنجليزية)